# Copa Mundial de los/as Niños/as de la Calle
La Copa Mundial de los/as Niños/as de la Calle es un movimiento mundial para que los niños de la calle reciban protección y oportunidades que todos los niños deberían recibir. Antes de cada Copa Mundial de Fútbol, se reúnen a niños de la calle de todo el mundo para jugar fútbol, uniéndolos en una conferencia internacional única. Juntos a través del fútbol, el arte y el compañerismo, su objetivo es el de desafiar las percepciones negativas y tratos de los niños de la calle del mundo.

## Historia
La primera Copa Mundial de los/as Niños/as de la Calle se celebró en Durban, Sudáfrica, en marzo de 2010. El evento juntó equipos de niños de la calle con ex-niños de la calle de Brasil, Sudáfrica, Nicaragua, Ucrania, India, Filipinas y Tanzania. Los participantes tenían entre 14 y 16 años al momento del evento y habían vivido en la calle sin una familia. Cada equipo de 9 jugadores incluían 3 niñas. Un equipo representativo de los jóvenes del Manchester, RU, también participó en el torneo. Este equipo fue guiado por el presentador de televisión infantil Andy Akinwolere, y su trayecto fue cubierto por el programa infantil de televisión de la BBC, Blue Peter.
La Copa Mundial de los/as Niños/as de la Calle fue iniciada por la caridad británica de los derechos humanos Amos Trust. La sede fue en Durban y fue presentada por Umthombo Street Children y la Universidad Tecnológica de Durban.
Cada equipo fue llevado por una organización de niños de la calle de su país:
Action for Brazil's Children;
Casa Alianza Nicaragua;
Depaul Járkov Archivado el 23 de febrero de 2015 en Wayback Machine. (Ukraine);
Youth Football Club Rurka Kalan y la Khalsa Football Academy (India) y
Cuidadores del Ambiente de Tanzania, a través de la Academia Deportiva de Niños de la Calle de Tanzania

Una red de asociaciones caritativas trabajaron en conjunto para llevar al equipo de Filipinas.
El equipo del Reino Unido fue llevado por M13 Youth Project.
Entre el 12 y el 22 de marzo de 2010, los niños participantes compitieron en un torneo de Fútbol 7, crearon obras de arte exhibidas subsecuentemente en la Durban Art Galleryy en el Museo Foundling de Londres, y tomaron parte en una conferencia de participación juvenil. Los resultados de la conferencia fueron publicados en noviembre de 2010 como 'La Declaración de Durban'. Esta enfatiza que los derechos de los niños de la calle deben de ser escuchados,derecho a un hogar, protección de la violencia, el acceso a la salud y a la educación. Las niñas que participaron en dicha Copa produjeron un Street Girl's Manifesto el cual fue publicado como parte del reporte del estado de las niñas del mundo del Plan Internacional 2010 'Porque soy una niña'.
Las obras de arte creadas en el evento fueron facilitadas por el Momentum Arts, una institución de caridad basada en la inclusión del arte de Cambridge. Entrenamiento especializado fue provisto por Coaching for Hope (enlace roto disponible en Internet Archive; véase el historial, la primera versión y la última)..
El patrocinio principal del evento fue dado por Deloitte, y el evento fue conocido como La Copa del Mundo de los Niños de la Calle de Deloitte.
El primer torneo de fútbol fue ganado por India, quien venció a Tanzania en la finales. El Escudo fue ganado por el equipo de Filipinas. Ucrania ganó el reconocimiento de Juego limpio.
En mazo 27 de 2014, un torneo de 10 días se llevó a cabo en Río de Janeiro, Brasil. David Beckham dijo: “Espero a Brasil 2014, cuando los niños de la calle del mundo jugarán fútbol y representarán a los millones de niños que aún viven o trabajan en nuestras calles“. Quince países tomaron parte en el torneo, representados por organizaciones de niños de la calle dedicadas a los derechos de dichos niños. En la lista aparecieron países como: Brasil, Argentina, Colombia, EUA, Ucrania, Indonesia, India, Pakistán, Filipinas, Burundi, Sudáfrica, Sierra Leona, Kenia, Tanzania, Egipto y la República de Mauricio.

## Naciones Participantes
Debajo se encuentra la lista de todas las naciones participantes.
- Argentina
- Brasil
- Burundi
- Egipto
- Gran Bretaña
- El Salvador
- Indonesia
- India
- Kenia
- Liberia
- República de Mauricio
- Mozambique
- Filipinas
- Tanzania
- Sudáfrica
- Nicaragua
- Pakistán
- EUA
- Zimbabue

## Resultados
Hasta antes de la edición de 2014, los equipos estaban compuestos por niños y niñas, pero al empezar dicha edición se separó el torneo para niños y niñas.

### Niños
| 2014 | Bandera de Brasil | Tanzania | 3–1 | Burundi | Pakistán | 1–1 (3–2p) | Estados Unidos | 15 |

### Niñas
| 2014 | Bandera de Brasil | Brasil | 1–0 | Filipinas | El Salvador | 1–1 (2–1p) | Mozambique | 9 |

## Páginas de consulta
- http://streetchildworldcup.org/
- http://www.amostrust.org/
- Tanzania Street Children Sports Academy

- Datos: Q7622795